# Сперанца, Пьетро Луиджи
Пьетро Луиджи Сперанца (3 декабря 1801, Пьярио, Ломбардия, Италия — 4 июня 1879, Бергамо, Италия — итальянский прелат, Ординарий епархии Бергамо.

## Биография
Родился в многодетной семье, где был шестым ребёнком. С 1818 года учился в епархиальной семинарии Бергамо, где с 1830 года становится профессором морального богословия. В 1842 году возведён в ранг каноника.
19 декабря 1853 года призван к епископскому служению.
В 1868 году утвердил Конгрегацию Святейшей Семьи в Бергамо (итал. Congregazione della Sacra Famiglia di Bergamo).
Известен своим активным участием в движении Рисорджименто в Ломбардии.
Участник Первого Ватиканского собора.

## Труды
- Esposizione della dottrina cristiana in forma di catechismo per le chiese e le scuole della città e diocesi di Bergamo. Bergamo, 1855. (итал.)